# Schloss Faulin

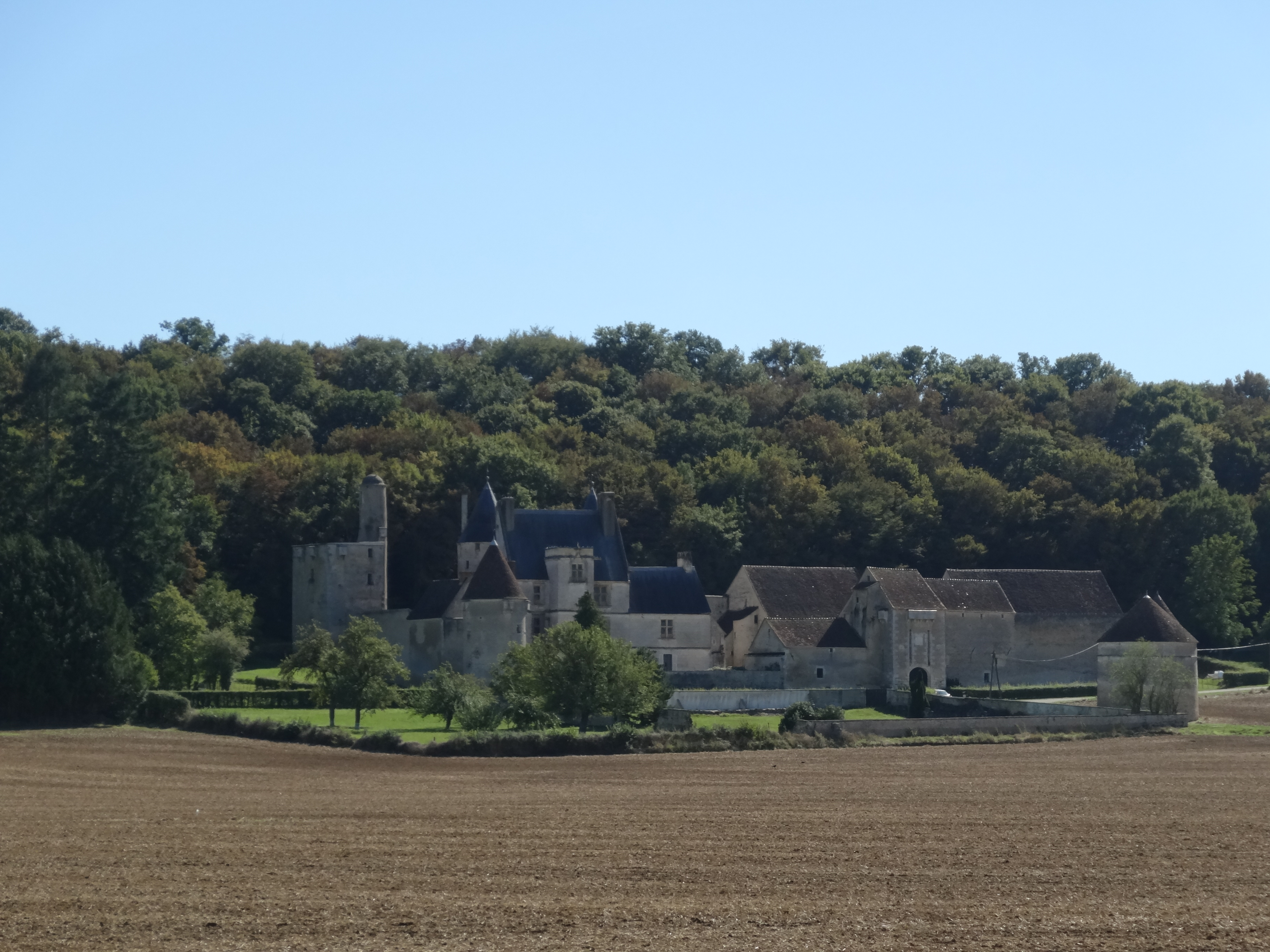
Das Schloss Faulin im Tal der Yonne

Das Schloss Faulin (französisch Château de Faulin) ist ein Schloss in der Gemeinde Lichères-sur-Yonne im Département Yonne der französischen Region Bourgogne-Franche-Comté. Das Schloss liegt am Fuße eines bewaldeten Hügels im Tal des Flusses Yonne am Ufer des Canal du Nivernais.

## Geschichte
Die Anlage wurde erstmals im 13. Jahrhundert als Burg der Herren von Châtel-Censoir erwähnt. Im Jahr 1389 wurde sie von einem Zweig der Adelsfamilie de Bourgoing erworben, die im späten 15. Jahrhundert die heutigen Schlossgebäude errichtete. Als Bourgoing de Faulin besetzten Mitglieder der Familie wichtige Ämter am Hofe der Herzöge von Nevers. Bis zum 18. Jahrhundert blieb das Schloss im Besitz der Familie. Im frühen 19. Jahrhundert gelangten Schloss und Ländereien in den Besitz der Familie de Vogüé. Die landwirtschaftlichen Gebäude auf dem Gelände der Schlossanlage stammen aus dieser Zeit. Noch heute befindet sich die Anlage in Privatbesitz.

## Bauwerke

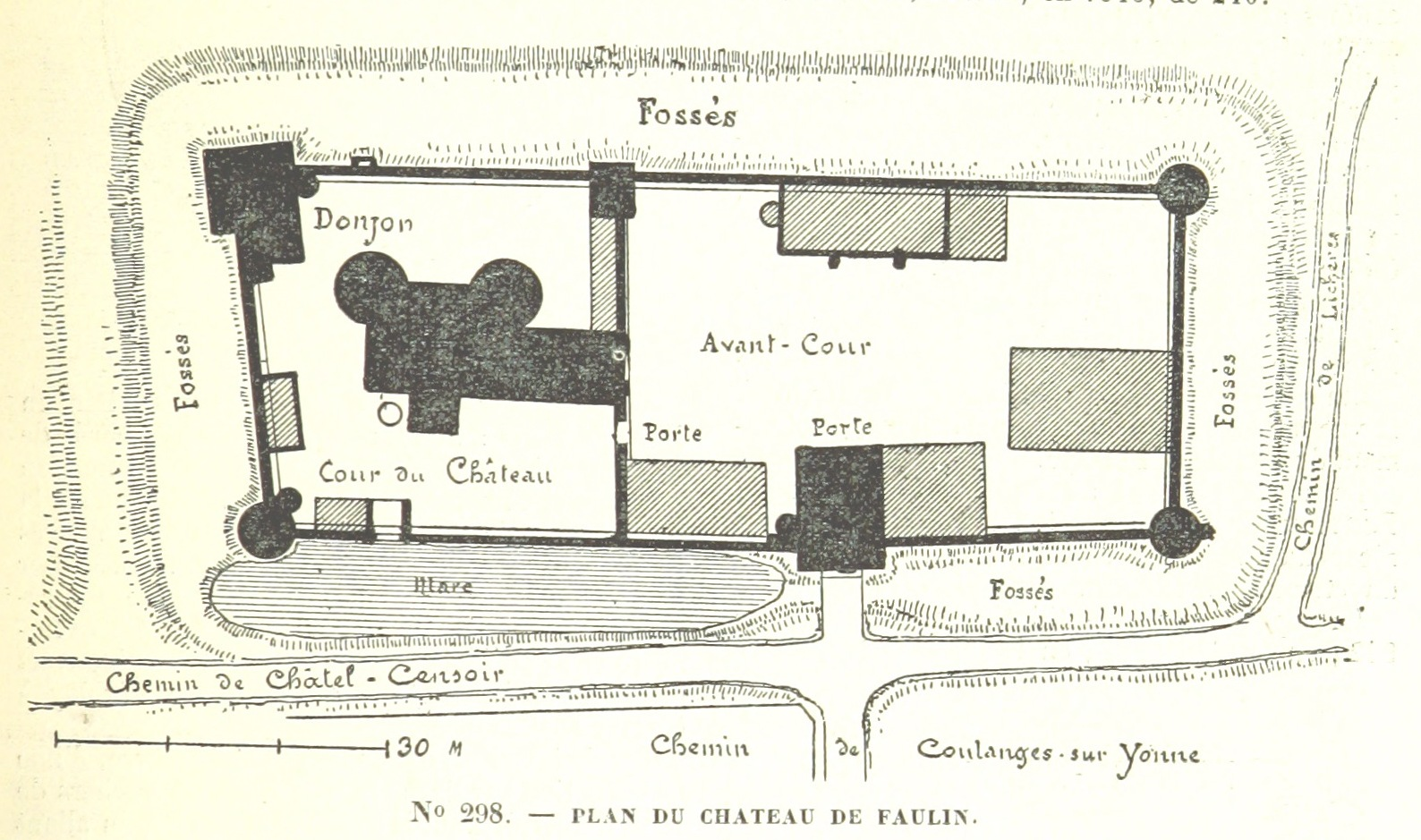
Grungrissdarstellung

Das Schloss besteht aus dem Herrenhaus in einem rechteckigen Innenhof, der von drei Rundtürmen flankiert wird, dem Donjon und einem weiteren Turm mit quadratischem Grundriss. Der Torturm wurde im Jahr 1577 errichtet. Außerhalb der Schlossmauern, dem Schlosstor vorgelagert, befindet sich ein Taubenturm auf rundem Grundriss.
Das Schloss wird seit 1993 vom Kulturministerium als historisches Denkmal (Monument historique) geführt.

## Museum
Das Schlossgelände ist Sitz des Museums für technische Innovationen des Mittelalters (Musée de l'innovation technique médiévale). Das Museum zeigt Objekte zu Themen der Technik im Mittelalter wie Landwirtschaft, Textilherstellung, Mühlentechnik, Papierherstellung, Drucktechnik, Architektur, Astronomie und Uhrentechnik.

## Filmkulisse
In den 1960er Jahren war Schloss Faulin Drehort und Kulisse der Filmkomödie Drei Bruchpiloten in Paris (in Deutschland auch unter dem Titel Die große Sause, Originaltitel: La Grande vadrouille), eines der größten Publikumserfolge des französischen Kinos.